# Doctor Mora (kommun)
Doctor Mora är en kommun i Mexiko.   Den ligger i delstaten Guanajuato, i den centrala delen av landet, 230 km nordväst om huvudstaden Mexico City.
Följande samhällen finns i Doctor Mora:
- Doctor Mora
- La Noria
- Vagui
- La Redonda
- Escalante
- Obrajitos de Arriba
- La Presa del Gato
- El Lindero
- La Purísima
- Las Flores
- Ranchito de San José
- La Doncella
- Rancho Nuevo de Guadalupe
- Las Palmitas
- Sacromonte
- El Mezquite
- Los Duraznos
- Cerrito de la Estancia
- Loma del Zapote
- La Fortuna
- Negritas
- El Carmen
- Peña Rodada
- La Estancia
- San Antonio Tercero
- Bordo la Luz
- La Aldea
- Jesús María
- San Jerónimo del Mezquital
- Puerto del Obispo de Arriba